# Charleville (Marne)
Charleville ist eine französische Gemeinde mit 260 Einwohnern (Stand: 1. Januar 2022) im Département Marne in der Region Grand Est (vor 2016 Champagne-Ardenne). Sie gehört zum Arrondissement Épernay und zum Kanton Sézanne-Brie et Champagne.

## Geografie
Charleville liegt etwa 90 Kilometer östlich des Pariser Stadtzentrums. Hier entspringt das Flüsschen Ru de Bonneval, das hier noch Fossé des Mourrières genannt wird. Umgeben wird Charleville von den Nachbargemeinden Boissy-le-Repos im Norden, Corfélix im Nordosten, La Villeneuve-lès-Charleville im Osten, Lachy im Südosten, Les Essarts-lès-Sézanne im Süden sowie Le Gault-Soigny im Westen.

## Bevölkerungsentwicklung
| Jahr                       | 1962 | 1968 | 1975 | 1982 | 1990 | 1999 | 2006 | 2011 | 2018 |
| -------------------------- | ---- | ---- | ---- | ---- | ---- | ---- | ---- | ---- | ---- |
| Einwohner                  | 231  | 205  | 159  | 136  | 146  | 160  | 222  | 274  | 244  |
| Quellen: Cassini und INSEE |      |      |      |      |      |      |      |      |      |

## Sehenswürdigkeiten
- Kirche Saint-Pierre aus dem 15. Jahrhundert, Monument historique seit 1920

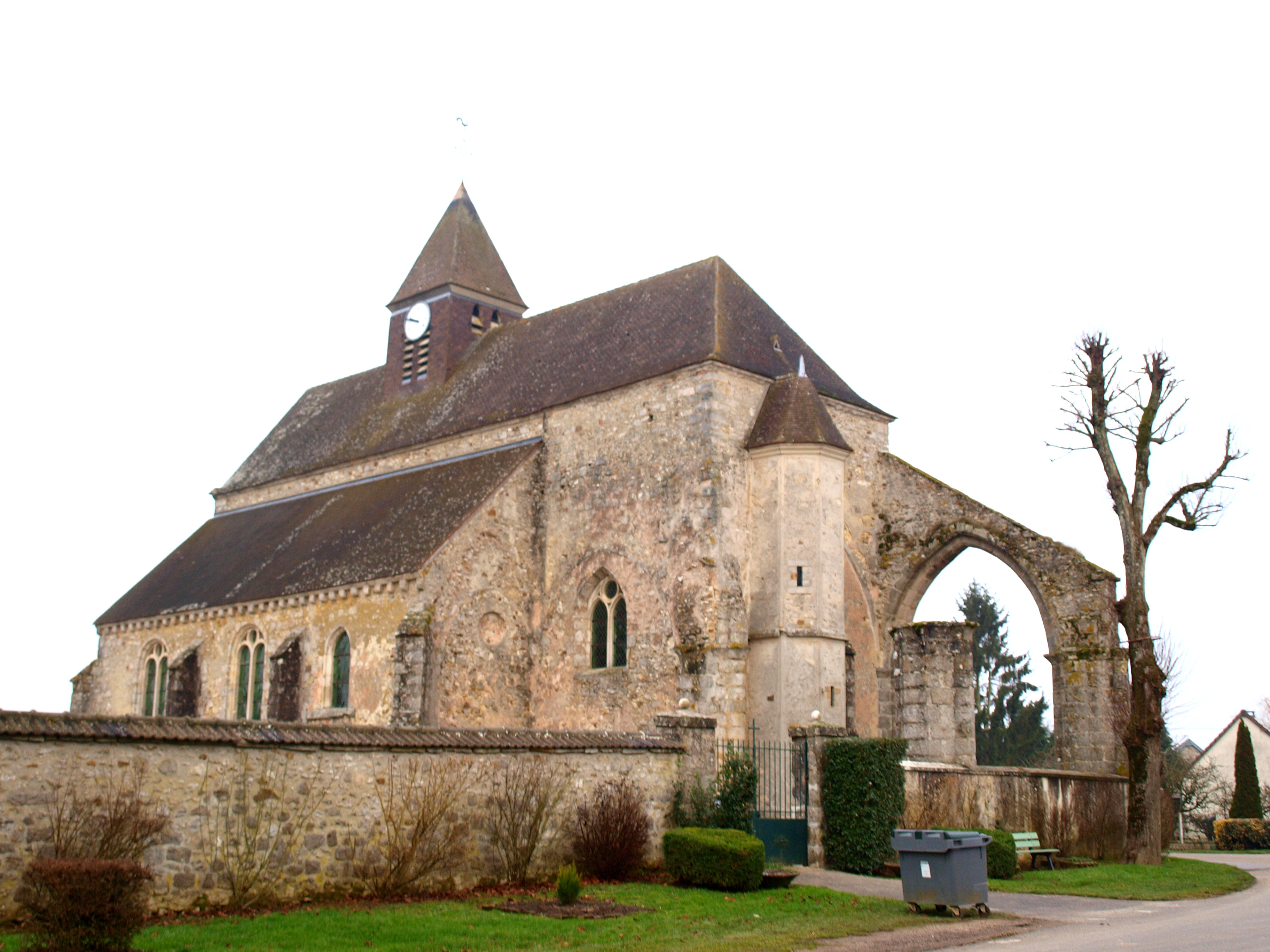
Kirche Saint-Pierre